# Lesménils
Lesménils é uma comuna francesa na região administrativa de Grande Leste, no departamento de Meurthe-et-Moselle. Estende-se por uma área de 10,84 km². Em 2010 a comuna tinha 499 habitantes (densidade: 46 hab./km²).